# Конвей (Північна Кароліна)
Конвей (англ. Conway) — місто (англ. town) в США, в окрузі Нортгемптон штату Північна Кароліна. Населення — 752 особи (2020).

## Географія
Конвей розташований за координатами 36°26′20″ пн. ш. 77°13′43″ зх. д. / 36.43889° пн. ш. 77.22861° зх. д. (36.438869, -77.228700).  За даними Бюро перепису населення США в 2010 році місто мало площу 4,72 км², з яких 4,72 км² — суходіл та 0,00 км² — водойми.

## Демографія
Згідно з переписом 2010 року, у місті мешкало 836 осіб у 358 домогосподарствах у складі 231 родини. Густота населення становила 177 осіб/км².  Було 405 помешкань (86/км²).
Расовий склад населення:
| - 49,3 % — білих - 47,7 % — чорних або афроамериканців - 1,6 % — осіб інших рас |

До двох чи більше рас належало 1,4 %. Частка іспаномовних становила 2,4 % від усіх жителів.
За віковим діапазоном населення розподілялося таким чином: 29,5 % — особи молодші 18 років, 53,9 % — особи у віці 18—64 років, 16,6 % — особи у віці 65 років та старші. Медіана віку мешканця становила 38,2 року. На 100 осіб жіночої статі у місті припадало 70,6 чоловіків;  на 100 жінок у віці від 18 років та старших — 67,8 чоловіків також старших 18 років.
Середній дохід на одне домашнє господарство  становив 40 894 долари США (медіана — 28 828), а середній дохід на одну сім'ю — 52 477 доларів (медіана — 46 094). За межею бідності перебувало 37,8 % осіб, у тому числі 57,3 % дітей у віці до 18 років та 21,3 % осіб у віці 65 років та старших.
Цивільне працевлаштоване населення становило 250 осіб. Основні галузі зайнятості: освіта, охорона здоров'я та соціальна допомога — 28,4 %, виробництво — 14,0 %, публічна адміністрація — 9,6 %, роздрібна торгівля — 9,2 %.